# Соколов, Владислав Геннадиевич
Владислав Геннадиевич Соколов (1908—1993) — советский российский хоровой дирижёр, композитор, педагог. Народный артист СССР (1966).

## Биография
Родился 15 (28) декабря 1908 года в Рыбинске (ныне — в Ярославской области) в семье священника Покровской церкви и одновременно регента церковного хора Геннадия Яковлевича Соколова. В семье было пятеро детей.
В детстве пел в церковном хоре. В 1925 году окончил среднюю школу и поступил в музыкальную, в фортепьянный класс Е. М. Тимашевой. За один год был пройден полный курс музыкальной школы. В 1926 году поступил в Московский техникум им. А. Н. Скрябина, в класс фортепиано Г. И. Романовского, однако из-за повреждения руки был вынужден отказаться от карьеры пианиста. В 1932 году окончил музыкальное училище при Московской консерватории по классам хорового дирижирования А. В. Александрова и композиции Д. Б. Кабалевского, в 1936 — дирижёрско-хоровой факультет Московской консерватории по классу Г. А. Дмитревского, в 1938 — аспирантуру при ней.
С 1936 года — организатор и художественный руководитель Детского хора при Центральном доме художественного воспитания детей (ныне Институт художественного образования Российской Академии Образования), который стал одним из ведущих исполнительских коллективов страны. В 1946—1952 годах — хормейстер Ансамбля песни и пляски Советской Армии имени А. В. Александрова.
В 1956 году создал Государственный московский хор (был его художественным руководителем до 1988 года). В его репертуаре разнообразные хоровые сочинения советских, русских и зарубежных композиторов; многие произведения советских авторов при участии хора были исполнены впервые, в т. ч. «Реквием» Д. Б. Кабалевского, оратория «Иван Грозный» по музыке С. С. Прокофьева к одноимённому кинофильму, оратория «Василий Тёркин» Р. Г. Бойко. Под его управлением хор участвовал в исполнении крупных вокально-симфонических произведений («Реквием» Моцарта, «Stabat mater» А. Дворжака, 3-я симфония Г. Малера, «Весна» С. В. Рахманинова, «Свидетель из Варшавы» А. Шёнберга).
Во главе хоров неоднократно гастролировал за рубежом (Болгария, ГДР, КНДР, Польша, Румыния, Франция, Чехословакия, Швеция, Япония).
С 1929 года — педагог в музыкальных школах, в том числе с 1932 — в Музыкальном училище при Московской консерватории и Центральной музыкальной школе. С 1936 года преподавал в Московской консерватории, с 1951 — профессор, в 1957—1960 и с 1980 — заведующий кафедрой хорового дирижирования. Среди его учеников — Р. Виноградова, И. Гейнрихс, Г. Ковалёв, Е. Гордейчук, В. Ильин, С. Казанский, К. Киркоров, Н. Кутузов, К. Литвин, Ф. Лукин, Ф. Маслов, В. Минин, К. Никольская, Г. Пантюков, А. Ушкарев.
С 1958 года — заместитель председателя, в 1974—1980 — председатель правления Всероссийского хорового общества. Принимал участие во всех Всемирных фестивалях молодёжи и студентов (как дирижёр, консультант, руководитель делегации, член жюри).. На IV Всемирном фестивале молодёжи и студентов в Бухаресте (1953) Хор московских студентов под его управлением удостоен 1-й премии.
Умер 25 июня 1993 года в Москве. Похоронен на Троекуровском кладбище.

## Творчество
Автор произведений для хора а капелла: 9 пьес для детского хора «Где отдыхает день» (на слова М. Садовского), 7 хоров для смешанного состава (на слова М. Садовского), обработки народных песен («Повянь, бурь-погодушка», «Ты рябина ли», «Амурские волны» и др.), духовных хоров, переложений.
Автор популярной книги «Работа с хором» (М., 1959; 3-е изд. 1967), статей о хоровом искусстве; составитель сборников.

## Награды и звания
- Народный артист РСФСР (1958)
- Народный артист СССР (1966)
- Премия Ленинского комсомола (1972)
- Государственная премия РСФСР имени М. И. Глинки (1979) — за концертные программы (1976—1978)
- Орден Ленина (1971)
- Орден Октябрьской Революции (1978)
- Орден Трудового Красного Знамени (1989)
- Орден «Знак Почёта» (1953)
- Медаль К. Д. Ушинского (1961)[5]
- Медали[8]

## Память
Именем В. Г. Соколова названа Ярославская областная премия, а также Творческое объединение детских и юношеских хоров «Соколята» (Рыбинск). Также имя В. Г. Соколова носит гимназия №18 города Рыбинска.
В Рыбинске проводится международный хоровой фестиваль имени В. Г. Соколова. Как отмечают организаторы, «история фестиваля начинается с 1988 года. Тогда прошел первый концерт, еще при жизни маэстро Владислава Соколова. С 1993 года хоровой фестиваль в Рыбинске получил статус международного»
В. Г. Соколову посвящена книга «Владислав Соколов. Жизнь в хоровом искусстве» (ред.-сост. И. Ю. Мякишев, Д. Д. Семеновский). В книгу вошли уникальные материалы: очерки жизни и творчества маэстро, статьи и воспоминания самого В. Г. Соколова, его интервью, посвященные проблемам хорового исполнительства, а также статьи и воспоминания о В. Г. Соколове его коллег, людей, близко знавших музыканта, знатоков и почитателей его творчества. Многие материалы опубликованы впервые
Ю.Евграфов.	Виват, Владислав Соколов. (Из цикла «Портреты мастеров»).
Год:	1993
Жанр:	Поэма для хора a cappella	 
Исполнение:	Рахманиновский зал консерватории, хор студентов Академии хорового искусства,дирижер –автор 28.11.96
Издание:	Юрий Евграфов. В саду дней. – М., Композитор, 2000